# Rhein-Lahn-Kreis
Rhein-Lahn-Kreis är ett distrikt i Rheinland-Pfalz, Tyskland. I distriktet bodde det år 2011 lite mer än 120 000 invånare.

## Infrastruktur
Genom distriktet går motorvägen A3.
1. ↑  hämtat från: tyskspråkiga Wikipedia.[källa från Wikidata]